# ملحائية قوسية
ملحائية قوسية (بالإنجليزية: Haloarcula)‏ هي جنس من فصيلة الملحائية العصوية.

## علم البيئة
تُوجد أنواع الملحائية القوسية في البيئات الملحية المُتعادلة مثل بحيرات الملح والتربة المالحة، وكبقية أعضاء فصيلة الملحائية العصوية فإنَّ نمو الملحائية القوسية يتطلب على الأقل 1.5 مول من كلوريد الصوديوم للنمو، ولكنهُ ينمو بوسط مثالي يحتوي بين 2-4.5 مول كلوريد الصوديوم.